# Stenurella sennii
Stenurella sennii är en skalbaggsart som beskrevs av Gianfranco Sama 2003. Stenurella sennii ingår i släktet Stenurella och familjen långhorningar.
Artens utbredningsområde är Frankrike. Inga underarter finns listade i Catalogue of Life.